# Cochranella ramirezi
Cochranella ramirezi és una espècie de granota que viu a Colòmbia.